# Apparatjik
Gli Apparatjik (pronunciato Apparat-cik) sono un supergruppo europeo composto dal norvegese Magne Furuholmen degli A-ha, dal britannico Guy Berryman dei Coldplay, dal danese Jonas Bjerre dei Mew, e dal produttore svedese Martin Terefe (Kensaltown Records, posizionato nel 2009 da Billboard come produttore numero 10 al mondo nella classifica dei produttori di canzoni di successo entrate nella Hot 100 dei singoli).

## Storia del gruppo
Nel settembre 2008 gli Apparatjik pubblicano il loro brano intitolato Ferreting che è la sigla di chiusura della serie TV Amazon di BBC2. La canzone fa parte dell'album Songs For Survival il cui scopo è quello di raccogliere fondi per l'associazione Survival International'. All'album partecipano anche altri artisti fra i quali: KT Tunstall, will.i.am (The Black Eyed Peas), Johnny Borrell (Razorlight), Mystery Jets, Jason Mraz, Yusuf Islam, Hot Chip, Go! Team e Mike Oldfield.
Il 26 dicembre 2009 esce il primo singolo ufficiale della band intitolato Electric Eye e il 1º febbraio 2010 viene pubblicato il primo album: We Are Here. Sempre il 1º febbraio nell'ambito dell'annuale manifestazione Club Transmediale di Berlino la band si esibisce dal vivo per la prima volta all'interno di uno speciale cubo appositamente costruito. Gli Apparatjik nel 2010 si esibiscono anche a Flø (Norvegia) e alla Serpentine Gallery di Londra.
È però del 2011 il primo grande evento che li coinvolge. In collaborazione con la Neue Nationalgalerie di Berlino organizzano un'installazione e tre concerti: l'Apparatjik Light Space Modulator.
Il 15 ottobre 2011, gli Apparatjik si esibiscono a Graz, Austria.
L'11 novembre 2011 viene pubblicata l'app Apparatjik World dedicata all'Apple iPad all'interno della quale è possibile ascoltare il secondo album intitolato Square Peg in a Round Hole. Gli Apparatjik sono quindi i primi artisti musicali a realizzare un album in questo formato.

L'album esce successivamente in esclusiva sul loro sito internet ufficiale il 21 febbraio 2012 sia in versione fisica che digitale per essere poi messo in vendita su larga scala il 2 aprile 2012.

## Formazione
- Magne Furuholmen (a-ha) (Norvegia)
- Guy Berryman (Coldplay) (Regno Unito)
- Jonas Bjerre (Mew) (Danimarca)
- Martin Terefe (Svezia)

## Discografia

### Album in studio
- 2010 We Are Here
- 2012 Square Peg in a Round Hole

### Singoli
- 2008 Ferreting (download)
- 2009 Electric Eye (download)
- 2009 Antlers / Electric Eye (vinile)
- 2010 4 Can Keep a Secret If 3 of Them Are Dead (download)
- 2010 Datascroller (download)